# Chiesa di Santa Maria Assunta (Terre di Pedemonte)
La chiesa di Santa Maria Assunta è un edificio religioso barocco che si trova a Tegna, frazione di Terre di Pedemonte in Canton Ticino.

## Storia
La prima menzione dell'edificio, che fu costruito forse alla fine del XIV secolo, risale al primo Cinquecento. La chiesa diventò sede parrocchiale nel 1693, quando avvenne la scissione dalla parrocchia di Verscio. L'edificio conserva un campanile del XVI secolo, ampliato intorno al 1840, ma il suo aspetto attuale risale al XVII secolo.